# Heinrich Hlasiwetz
Heinrich Hlasiwetz, né le 7 avril 1825 à Reichenberg et mort le 8 octobre 1875 à Vienne, est un chimiste autrichien.